# Visolaje
Visolaje (em húngaro: Viszolaj) é um município da Eslováquia, situado no distrito de Púchov, na região de Trenčín. Tem 9,65 km² de área e sua população em 2018 foi estimada em 959 habitantes.

## Demografia
| Ano:        | 1994 | 2004   | 2014   | 2024   |
| ----------- | ---- | ------ | ------ | ------ |
| Broj ljudi: | 908  | 947    | 911    | 960    |
| Razlika:    |      | +4,29% | -3,80% | +5,37% |

| Ano:               | 2023 | 2024   |
| ------------------ | ---- | ------ |
| Número de pessoas: | 981  | 960    |
| Diferença:         |      | -2,14% |